# 綠莊事件
绿庄事件（／ midorisou jiken，日语又称）是一起发生于1981年（昭和56年）6月日本大分县大分市的强奸杀人案件。
经过警方调查，住在受害人邻屋的男子被作为嫌疑人逮捕起诉，且一审被判处无期徒刑，但在二审（即终审）被判定无罪。二审的判决理由中显示本案另有真正的罪犯，但直至1996年（平成8年）6月28日，案件追诉时效届满，真凶仍未被抓获，因此这起恶性案件不仅是一起冤案，还成为一起“未侦破案件”。
本案也是日本首例由法院依职权进行DNA鉴定的案件，且受案件影响，日本各地创立了当值律师制度。此外，由于媒体在本案中对于疑犯以及家属的大肆不实报道，本案也是一起典型的报道受害案件。

## 概述
1981年6月27日深夜至次日清晨，一名居住在大分县大分市的公寓“绿庄”内的女大学生（被害时为18岁）被人强奸并杀害。通过血型比对，检验出受害人的唾液（其本人为A型血）中含有B型血，因此警方推定该血液来自罪犯。
距案发大约半年后，血型为B型血的邻屋男子舆挂良一（当时25岁）作为嫌犯被逮捕。舆挂在侦查阶段及公审初期供认其曾停留在死者房间内，但在后续审判中却翻供否认其罪行。但在1989年3月的一审判决中，法院根据其口供以及科学警察研究所（科警研）做出的毛发鉴定结果，认定其有罪，并判处无期徒刑。
在上诉中，科警研的毛发鉴定以及福冈高等法院依职权采取的DNA鉴定中采样的罪案现场体毛与舆挂一致这一结论遭到众多怀疑和批评，因此在1994年8月，作为日本杀人案中极为罕见的特例，嫌疑人成功申请了保释。1995年6月30日，二审判决舆挂无罪，同年7月13日，福冈高等检察厅决定放弃上诉，二审判决生效。此时距离罪案发生已经过去了14年之久。
在二审的判决书中，法院指出罪案另有真凶。但从无罪判决作出到杀人罪的追诉时效成立（当时为15年）仅有1年左右，侦查机关的大分县警方决定不再展开搜查，最终在1996年6月28日，追诉时效正式届满。

## 罪案经过
杀人案现场位于大分县大分市六坊町（现为六坊南町）的一栋名为“绿庄”的二层公寓。由于距离大分县立艺术短期大学（现为大分县立艺术文化短期大学）北侧很近，该校不少女学生都居住在该公寓内。房间的布局如下：房门朝西侧，进门后就是3畳左右的厨房，内侧便是6畳的榻榻米房间，东面有窗，玄关左右分别有浴室和卫生间。每层共有4间房（房号：101・102・103・105・201・202・203・205），公寓楼南侧（1号室旁）有金属结构的室外楼梯。被杀的女子居住在203号房间，是该短期大学的1年级新生，与她同住的是在该校2年级就读的姐姐。
1981年6月27日，姐妹两人参加了同校的音乐部与大分工业大学（现为日本文理大学）联合举办的音乐会，并在结束后参加了庆祝会。22点30分左右，第一轮聚会结束，姐姐决定与其他人换一个地方继续聚会，但受害人以“想回家泡澡”为理由拒绝了。于是参加聚会的男生们将包括她在内的三位女生送回家。23点15分左右，一行人到了绿庄附近的十字路口时，受害人说“这里离家很近，不用再送”，于是和众人道别。男生们送完其他女生后，在23点30分左右继续参加第二场聚会。
事后警方推测，罪案可能发生在受害人打开浴缸燃气热水器之后不久。大概在当晚12点前后，绿庄及附近的居民听到了女子求救的尖叫，之后似乎有物体倒塌和追赶的脚步声。不久就变成了普通的对话“你告诉我”“为什么？”等，然后又发出了嘈杂的撞击声。
而另一边的第二场聚会在男生们到达后不久就结束了。受害人的姐姐与一位打算借宿一晚的女性朋友一起由男生们陪同回到了绿庄，大概在6月28日0点30分左右与男生们告别。姐姐走上楼梯，打算用钥匙开门，却发现门并没有上锁。进门后，发现屋内电灯都亮着，而受害人正倒在厨房里。其上半身的T恤被扒到了胸部，而下半身赤裸，脖子上被一条吊带裤勒住，舌头微微吐出，于是姐姐意识到妹妹已经死亡。两人赶紧想找回护送她们的男生去帮助报警，但没有找到，于是向周边的男生公寓求助，听到消息的男生便在0点51分用公用电话向警察报警。

## 侦查过程

### 最初阶段的搜查
6月28日1点前后，一名巡警在接到报警后迅速来到现场。巡警检查了死者尸体后，打算向邻屋的住户询问，但205号房间没有亮灯，202号房间虽亮着灯，但都没有人出来。此后在绿庄楼前的空地进行搜查时，一名男子从202号房的窗口对警察问“你们在做什么？”。巡警回答“203号房间发生了杀人案件，你是否有听到什么声音？”，但男子回答“我喝了酒后直接睡了，什么都没听到。”。
警方在案发现场的203号房内进行了搜索。房内有犯人与死者打斗的痕迹，但没有迹象显示犯人图谋财物。此外，室内也没有鞋印。在死者的阴道内和阴毛上都采集到了精液，而且从精液分析，属于B血型的人物。在6畳的房间内发现了带有经血的内裤（死者当时正在月经期）内裤上也发现了乳白色与浅红色混杂的液体，据推测这是B血型的血液和A血型的唾液的混合物。由于受害者为A血型，因此推测是受害者咬伤了罪犯后吐出的唾液。此外在室内也发现了不少毛发以及不属于两姐妹的指纹。法医检查的结果显示，死者的死因是犯人用手掐住死者脖子后，再用吊带裤勒住脖子后导致窒息而死。
案发后的当天上午，警方扩大了调查范围，并从周边居民处得到了一些证言。201号房间住户说“22点我上床睡觉，但隔壁202房间传来的立体声音响让自己难以入睡。之后音响的声音略微变轻了一些后渐渐有了睡意，但从公寓楼的不知哪里传来了物体碰撞的声音，于是我又清醒过来。我还听到了人砰的倒下的声音。这其中还听到有女生的声音，似乎在说‘为什么？为什么？’”。与绿庄隔着一块空地的东侧楼房的居民也提到“23点左右我上了床后不久，就听到女生在说‘为什么？’‘你告诉我’。之后我听到绿庄2楼传来砰砰砰的声音，有两三次。”。
警方还从案发现场203号房间北侧的205号住户处获得了更为详细的证言。该女住户陈述：“当天23点40分，我开着房间的灯就睡着了，不知过了多久，听到了有女生在喊‘啊——’‘救命啊’，也听到了物体翻倒的声音。我想大概有图谋不轨的歹徒闯进了谁的房间，于是穿着睡衣去敲203号房间的门想打听一下，结果就从门中听到女生的惨叫。我大吃一惊，便慌忙回到自己房间，在头上套上毛巾毯后便钻进了被窝。之后又听到‘呜，呜’的声音，但随即变成了普通的对话，于是我稍微放心了一点，去上了厕所后又睡觉了。但没过多久，又开始听到撞击的声音，还有哭泣声和‘求神原谅我’的声音，每隔1、2分钟就听到了10遍左右。此后隔壁房间又没了声音，但没多久从壁柜的方向传来格达格达的声音，我再次害怕起来，于是赶紧换好衣服要回父母家。这时候我穿着木屐，走在铁制的楼梯上声音特别刺耳。然后在短期大学前的公众电话亭跟家里人取得了联系后，我就叫了一部出租车回自己家了。乘上出租车的时候大概是0点40分，这时距离我最初听到女性惨叫大概过了15-20分钟”。
根据上述证言，警方推测犯人应该是与死者有不错的交情，所以才能够才深夜也被获准进入其房间。6月29日的《大分合同新闻》的报道也说，“没有迹象显示犯人穿鞋闯入了屋内，门锁也没有被破坏，因此可能是熟人作案”。但最终被列入警方搜查对象的嫌疑人却与上述犯人画像不同。

### 嫌疑人
被警方列入重大嫌疑人的，就是住在死者邻屋的202号房间的舆挂良一。
舆挂生于1956年5月9日，出生在大分县大野郡大野町（现为丰后大野市）。其父母务农。他作为长子，前面有三个姐姐，从小到大都活泼可爱。但从小学四年级起，父亲患糖尿病后经常住院，导致家境变差。舆挂入中学后，母亲为了照顾体弱的父亲，搬到大分市居住，因此他与两个姐姐共同生活在老家。从中学二年级的下学期开始，他经常不上课，期间也被诊断为自闭症，开始服药。从次年起，他与母亲一起在大分市内的公寓生活，并转校至大分市立王子中学校。比同龄人晚毕业一年的舆挂进入大分电波高等学校（现为大分国际情报高等学校），并开始与同学一起玩摩托车。高中时期他也谈过恋爱。高中又留级一次的他在毕业后加入了航空自卫队，并从1977年8月起被派到筑城基地工作。1980年1月13日，他因酒驾引发交通事故，车辆破损，自己的锁骨也骨折，也因此被自卫队辞退。
此后，他也换过多份工作并回到了老家，从同年10月1日起在市内的酒店饮料部做侍应生。这一年的9月，他父亲去世。舆挂在这一时期也开始与同家酒店内的女职员交往。他的女友当时是19岁，刚从高中毕业，经常将身高170厘米体重65公斤的舆挂喊作“大叔”。碰巧的是，这个女生的闺蜜也是舆挂高中好友的女朋友，而且他们两人已经在公寓同居。有见于此，舆挂的女友也想与舆挂同居。两人从1981年4月20日起，在绿庄的202号房间开始了同居。对于两人的交往和同居，双方的父母也都没有反对。
案件发生的前一天，即1981年6月26日，舆挂与女友都是早班，两人在下午3点钟下班后就与一名朋友到柏青哥去玩，之后去了朋友家以及咖啡店，一直到深夜才回家，之后两人发生了性行为后入睡。第二天两人都休息，于是在中午左右两人又发生了一次性行为后继续睡觉，直到下午3点左右才起床。女友提出两人一起出门去买晚饭，但舆挂没有答应，因此两人发生了一点口角，加上之前因为生活费的矛盾，两人争吵升级后，女友一气之下便回自己父母家去住了。虽然两人也经常有吵架，但这是女友第一次因吵架而赌气回父母家。
案发当晚，舆挂因女友不在而独自一人在屋内。案发时尽管北侧的205房间以及201房间，还有隔着一块空地的居民都听到了巨大的异响，但睡在南侧202房间的舆挂却说“我喝了酒就睡着了，什么也没听到”，让人感到奇怪。数日后，102号住户还回忆“案发当晚在异响消失后，不知道是201房间还是202房间传来了浴缸里流水的声音”。

### 非强制调查取证
舆挂面对案发后立即赶到现场的巡警，回答“我喝了酒睡着了，什么也没有听见”，但之后他对听到户外的响动后出门的201号住户说此处发生了一起凶杀案。获得巡警同意后，舆挂到公共电话亭打电话给女友家里。接电话的是女友的母亲，舆挂从其口中得知女友当时已经睡了，于是将发生凶杀案的事告诉了其母亲，就挂断了电话。在回绿庄的路上，舆挂还接受了报社记者的采访。
回到自己房间后不久，舆挂就接待了大分县警察本部刑事部搜查第一课暴力犯特搜系长T警部补，后者要求其接受任意同行。对此表示同意的舆挂从4点30分至6点30分为止，在大分警察署（现为大分中央警察署）接受了询问。根据舆挂的供述，在女友离开屋子之后，他去买了肉、白菜和威士忌酒，自己做了一盘蔬菜炒肉，于是一边看棒球夜间比赛，一边喝酒吃菜。他先后喝了一罐啤酒喝1/3瓶威士忌。威士忌是掺水后喝的，之后他就睡过去了，醒来后发现球赛已经结束，于是用立体声音响播放了长渕刚的唱片，唱机的音量也调得比平时更大，之后听着音乐又睡着了一会儿，醒来后发现音响都停了，于是又打开电视看了一部电影，他还记得画面里有酒馆以及德国军人走下螺旋楼梯的镜头。在询问结束后，警方也检查了舆挂的身体是否有伤痕，T警部补发现他的脖子胸口以及左手指甲上有伤，于是询问原因。舆挂的回答是：脖子上的伤不太清楚，可能是被蚊虫咬了之后挠的。而胸口与左手的伤是因为工作时搬运了啤酒框时留下的。回到家的舆挂也对因担心而买了饭团赶来的女友说明了当晚的经过，并拜托其将早班改成当天的13点出勤，并补了一觉，之后才去上班。傍晚，T警部补来到其工作的酒店再次确认他的伤口，并向其女友询问了赌气回家的经过，还向其同事确认了工作中受伤等事实。
T警部补在6月30日，又一次来找舆挂进行自由调查。当天的调查从上午10点持续到晚上22点，包括测谎仪检查，还要求舆挂提供了四根毛发样本。有鉴于此，当地报纸《大分合同新闻》在当天的晚刊登载了“传唤重要参考人—追问年轻的公司职员”的报道，但没有登载舆挂的姓名。根据该报道，舆挂被酒店要求预先提交一份辞职信，并暂时停职，要求其在家待岗。
此后在7月11日、7月12日和7月15日，T警部补又多次进行询问，但舆挂始终只重复“喝了酒后睡着了，什么也没有听见”一句话。7月11日的调查时，对他左手指甲拍了照片，也要求他自愿交出了案发当天穿的内裤，7月15日再次要求舆挂自愿提供了10根毛发。但之后，在7月底进行的询问中，舆挂拒绝继续配合，因此自由询问也就随之终止。到了9月14日，警方依据身体检查令状和鉴定处分许可状，要求舆挂提供10根阴毛，继续对其调查。但警方依然没有取得可以申请逮捕的直接证据。此外，凶案发生后，舆挂与女友结束了同居，回到各自父母家中，他们在绿庄租的房间也在7月11日退租，但两人仍然维持恋人关系。

### 逮捕
当年12月份，大分市内发生了一起系列纵火案。此外，同年10月的一起银行抢劫案（500万日元）也始终未抓到罪犯。因此，市民和媒体要求警察尽快破案的呼声越来越高，如果绿庄案件的侦查没有进展，则警察的公信力将遭到严重打击。12月11日，发生了舆挂与同事4人殴打出租车司机的恶性事件。舆挂从8月1日起恢复上班，而当天是他所在的酒店的奖金发放日，于是他与几名同事为庆祝发奖金而喝得大醉。警察在现场仅对舆挂一人以暴力犯罪为嫌疑进行了逮捕。这明显属于另案逮捕，由于舆挂拒绝了自由取证，警方希望想办法来控制他的行踪。次日，舆挂工作的酒店的工会委托了大分合同律师事务所的古田邦夫律师介入了案件的处理。尽管舆挂表示“当天喝醉了酒，记不清楚了细节”，但律师劝他尽快认罪就能被释放，最后舆挂缴纳了2万日元的罚款而在一周后被释放。尽管如此，舆挂还是对律师没能“充分听取自己的意见”而感到不满。
12月28日，警方盼望已久的科警研鉴定报告终于出炉。根据毛发鉴定的结果，在受害人房间内残留的体毛中，有三根与舆挂的体毛来自同一人。终于取得了重大物证的警方，立即启动了逮捕程序。1982年1月14日，大分合同新闻在早刊第一面刊登《逮捕“邻屋男子” 体毛、血型一致 大分中央警察署断定》报道，也指出“案件发生后有新伤”。
当天上午，正在驾校的舆挂接到了女友的电话，获知“报纸上说你将要被逮捕了”。他还接到了就职单位上司的联系，赶到了工作地点后，又被要求写了一份离职申请后，回家待岗。舆挂担心其母亲看到报纸消息后会担心自己，于是急忙赶回家中，但母亲外出了。当天12点50分，舆挂的高中朋友担心他的情况，赶到他家里来见面，就在此时，T警部补到家中宣布逮捕舆挂。在众多赶来取材的新闻记者和好事者的面前，舆挂被带往大分中央警察署。当天的报纸晚刊立即报道“案发7个月后……酒店员工被逮捕”，也刊载了舆挂的特写照片。
从逮捕当天起，警方就以T警部补和大分警察署刑事第一课暴力犯第一系长H警部补为核心，组建了两个小组交替对舆挂进行讯问。在刚被逮捕之初，舆挂仍然坚持“我喝了酒睡着了，什么都不记得”的说法，但在严酷的调查压力之下，他终于在1月18日上午作出了供认。1月22日，当地报纸大分合同新闻的早刊在获知大分警察署长发布的信息后，刊登报道，标题为《舆挂终于供认罪行》、“确实是我， 与恋人吵架之后……”，报道内文写道“在21日前舆挂终于全面供认杀人罪行，承认其犯下了罪行，并对遗属以及市民表示深切的道歉。”。该报道称“由于和女友吵架后，喝了不少酒，正当此时受害人回到家中……。因此可以说是冲动型犯罪”。
1月30日至3月10日期间，舆挂在市内的仲宗根精神病院接受了精神鉴定。鉴定首先检查其是否有精神分裂症或分裂病质，结果是正常。此外，为了确认是否有异常醉酒的可能性，于是进行了与案发当晚同等的酒精量的测试，结果舆挂都立即睡死过去，因此被判定为普通的醉酒。此外也观察其是否有梦游症，但也没有得到确认。最后为了测试其是否有健忘症，通过麻醉面试等方式确认其没有健忘的症状。通过上述检查，鉴定结论为“具有内向且消极的人格”、“观察到其在犯罪时心因性震惊，抗压能力较弱，在处于危机状态时容易导致情绪崩溃”，“但不存在精神障碍或健忘症等”。3月15日，舆挂以“强奸致死罪”和“杀人罪”为由被提起公诉。

### 起诉前的辩护活动
1981年12月曾在暴力殴打案件中为舆挂辩护的古田律师一直关注着他的情况。在暴力案件中，古田本身是代替另一位老律师，受舆挂所在的酒店的工会委托而提供法律服务，但古田联想到绿庄杀人案，感觉警方对舆挂在进行非法搜查取证，因此优先考虑让其认罪并释放。当时，古田律师也听到舆挂否认自己杀过人，因此在看到舆挂因杀人罪被逮捕后，感觉尽管是不同案件，但自己仍有义务去会见一下舆挂。在被逮捕后的第三天的1月16日，古田律师尽管未获得本人或家属的委托，但仍然以“希望成为其辩护人”的理由会见了舆挂，当时后者仍未做出全面供认。会见中舆挂再次告诉律师“自己并没有干过任何事”，于是虽然律师费用方面尚未谈妥，古田律师让舆挂填写了律师授权委托书，结束了该次会见。
但当时的古田律师才执业2年，因此对于独立做无罪辩护，有点缺乏信心。在与事务所讨论之后，古田律师决定与外部的律师联手辩护，于是在1月18日，会同外部的老律师一起会见了舆挂。但此时舆挂表示为了能与家人见面，他选择承认“曾经在案发现场出现过”。由于原本计划让其前辈一做无罪辩护，但舆挂现在转变了态度，于是古田律师快速结束了会见，决定不再联手其他律师代理。古田律师在1月20日、1月22日两次会见了舆挂，但考虑到其已经承认了罪行，再加之对家人经济负担的考虑，他开始考虑为舆挂寻找国家负担费用的“国选辩护律师”。
1月23日，古田律师在大分地方法院的律师休息室里遇到了德田靖之律师。德田律师比古田大8岁，是其小学中学高中的学长，两人从司法修习时代起就关系不错。德田跟古田打听了绿庄事件的进展，后者告诉学长自己正在犹豫是否应当改为国选辩护人。但是德田律师并不赞成。由于舆论报道嫌疑人患有自闭症，而且从案件来看，可能存在异常醉酒的情形，因此本案存在对责任能力进行验证的必要，所以德田建议古田应当坚持在起诉前的辩护。同时，他也表示愿意与古田共同为嫌疑人辩护。这样，1月25日，两人接受了舆挂长姐的委托和首笔费用，正式成为其家属委托的辩护律师。不过德田律师在起诉前仅仅会见过两次舆挂（1月27日、1月29日）。
正如前述，舆挂从1月30日起至3月10日为止被转移到精神病院接受精神鉴定。对此，本身就认为舆挂可能存在精神问题的律师一方也表示同意。但鉴定结论是“不存在精神障碍或健忘症”。3月10日，古田律师会见舆挂时，了解到了骇人听闻的新情况。舆挂说“自己在询问前被注射了某些药物”。古田律师立即与德田律师进行讨论，两人认为可能鉴定机构使用了供述诱导剂，在药物影响下所作的调查存在重大疑点，因此申请法院尽快将嫌疑人转移到拘留所。法院同意了其申请，在3月13日将舆挂从大分警察署内的留置所转移到了拘留所。

## 一审

### 罪状否认
大分地方法院确定的首次公审日期为1982年4月26日，而辩护团律师大概提前10天获得了全部的文书材料。首次看到舆挂供述材料的辩护团大吃一惊。尽管在新闻报道中一直以“全面供认罪行”为基调，但实际上舆挂的供述内容为“当自己清醒过来时，发现正站在203房死者的尸体旁”，尽管舆挂自己也完全不记得进入房间的方式以及犯罪经过，但却承认“自己确实就是犯人”，律师认为这根本不能称为一份合格的“供述”。

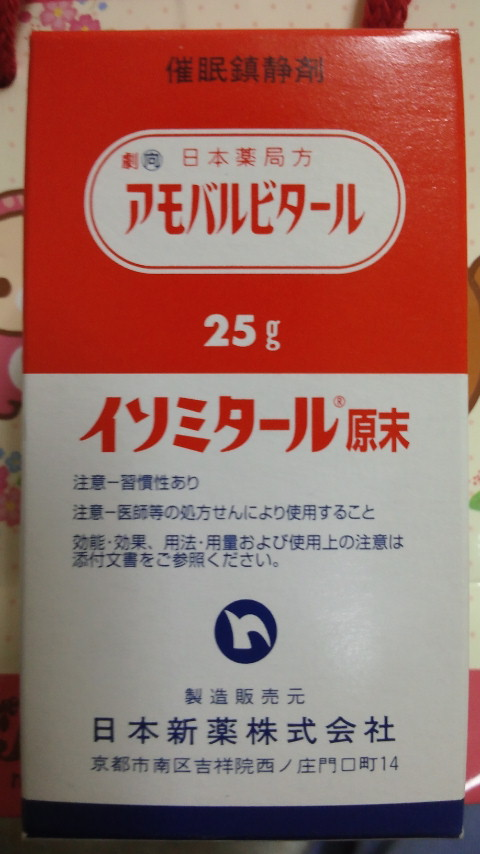
对舆挂注射的镇静剂异戊巴比妥

辩护团注意到了精神鉴定报告中提到的麻醉面试。在麻醉面试中使用的镇静剂异戊巴比妥实际上在纳粹德国统治时期也被大量用于讯问犯人。舆挂在3月6日被注射了5毫升浓度10%的异戊巴比妥后，接受了医生的询问，并陈述“我注意到异响，于是走进了隔壁房间，发现受害人倒在地上”，“门口的灯没开，而和室的灯亮着。受害人当时倒在厨房地上，脖子上缠着白色的东西，而脸上盖着一块白布一样的东西。当时我看到她下半身赤裸着。我以为她睡着了，于是就想着跟她发生性关系，摸了一下她后感觉她似乎是死了，于是我吓得赶紧回到自己房间”。2天后，舆挂在没有注射麻醉药物的情况下再次接受询问，也大致承认了上述内容（但是对这一点，鉴定后的警察讯问时，舆挂否定了上述说法）。假设上述陈述是事实，那就与舆挂所谓的“不记得犯罪的经过”也一致，而且也能解释在现场发现的舆挂的体毛。辩护团研究之后，决定以麻醉面试时的陈述为基础，主张不存在强奸杀人的证据，进行无罪辩护。
距离首次公审只剩两天的4月24日，古田、徳田两位律师会见了舆挂，徳田律师对嫌疑人说“我们相信你当时喝了酒睡着了所以没有记忆，也以此为基础进行辩护。但如果在审理中最终证明你就是罪犯的话，我们希望你能诚实接受极刑处罚”。舆挂答“我有这个思想准备”。
4月26日，大分地方法院进行了第一次公审。舆挂在罪状确认时表示“我记得当时我进过受害人的房间，但并不记得是我杀了人。我记得不太清楚”，辩护团也在辩护词中表示“被告不具备对于犯罪时的记忆”，“对于检察官提起的公诉，证据并不充分，因此难以断定被告有罪”。对于无罪辩护主张，第二次公审中审判长近藤道夫对被告发问“你是否记得进入过受害人的房间？还是记得曾在受害人的房间？”，舆挂答“我曾经在受害人房间，还记得我立即回到了自己的房间”。

### 检察机关的举证
第2次公审在1982年6月7日进行。检察机关紧接着前一次近藤法官的提问后开始举证，直至次年1月13日的第10次公审为止，陆续对绿庄住户、搜查现场的警察、科警研及大分县警科学捜査研究所的技术专家等证人进行盘问。
102号房的住户在第3次公审中作证“案件发生后不久听到了202号房的浴缸内有放水的声音”。该证言比较详细：“从二楼听到一些碰撞的声音。感觉是男人在追女人的声音。此后安静了一阵，我竖起耳朵仔细听了，但没听到开门开窗或人走动的声音”“过了15到20分钟左右，我从201或202号房间听到了三次浴缸放水的声音。似乎是人坐在浴缸里浸水的声音”“当时分不清水声来自201还是202房，但之后做了一次实验后，才明白来自202号房间”。
另一方面，在第三次公审时，201室的住户证实，在杀人案发生后在走廊里遇到舆挂时，后者对他打招呼后告知了有一起杀人案件，而当时舆挂似乎是刚睡醒的样子，并无可疑之处。在第四次公审时，当时与舆挂就案情进行发问的巡警也说舆挂当时的神情很冷静，并无慌张的迹象。
在第4次和第5次公审时，T警部补出庭作证。关于案发后调查到的舆挂脖子和手臂的伤痕，警官主张“我判断这是当天晚上新的伤痕”、“关于伤痕我感觉舆挂在撒谎，认为他可能就是罪犯”，但辩护律师提问“既然这样，为什么不在现场对伤痕拍照取证，也没有记载在搜查报告书上？”，对此警官没有作出令人信服的回答。此外，舆挂主张，在最初调查中发现伤痕后，T警部补说了一句“这是旧伤吧”，而当时在场的搜查员们也都应该听到这句话。
在第6次公审中，舆挂的同居女友也被传唤出庭作证。她在舆挂被逮捕当天，曾对检察官陈述“在杀人案发后不久，我妈妈接到舆挂的电话，感觉舆挂有点急躁。后来我看了报纸上的新闻，我也怀疑舆挂会不会就是罪犯。出于对他的担心，我带着饭团回到了绿庄，见到他脖子上和手上有新的伤痕，脖子的伤痕上还渗着血。于是我不敢再相信他说的话。”。但是在庭审时，辩护律师问其女友“既然你怀疑舆挂可能是罪犯，你应该不至于会给他做饭团？”，女友回答“确实如此”，并对上述检察官提供的陈述内容表示了否认，说“其实不是这样的”。此外，在杀人案后，舆挂与她也继续交往，直至被逮捕。甚至在案发当年的1981年年末这一天，他女友的妈妈也邀请舆挂在女友家里过夜，而且被逮捕的前一晚两人也在朋友家中过夜。
此外，在第8次公审时对于负责毛发鉴定的科警研技术官进行证人询问时，辩护律师指出毛发鉴定作为个人识别的手段而言并非具有决定性作用，判断标准也以鉴定人的主观经验左右。
检察官一方的举证在第10次公审的死者姐姐及目击了案发现场的朋友的询问后告一段落，但可以说并没有充分证明舆挂与罪案之间的关联性。相反，辩护团感觉到本次审理中存在着诸多有利点。在第10次公审中，辩护律师在陈词中指出，通过审理而归纳出的犯人特征与舆挂并不一致，案件后舆挂的态度及行动也不像犯人通常的反应，且缺乏可以比对的指纹、掌纹和足迹，因此主张舆挂无罪。于是在第11次公审中，辩护团一致否决了之前保留意见的舆挂供词的采用，理由是供词是在“身体和精神疲惫的情况下，且受到体毛遗留等误导后作出的”，“由于当时没有记忆，因此仅仅是想象自己是罪犯”，从而强调该供认是与事实不符的。因此，在第12次公审时，又启动了对舆挂的询问。

### 被告撤回“供认”

#### 第12次、第13次公审
在对舆挂进行询问的第12次公审的前一天即1983年3月9日，舆挂对前来会见的古田律师说“实际上我当时正在睡觉，根本不记得去过隔壁屋里”。古田律师对此半信半疑，但舆挂坚持这一说法，于是律师建议他在庭审中也这样陈述即可。但是由于德田律师忙于处理一件医疗责任纠纷案，所以古田律师并没有在庭前与他就辩护思路的转变作出沟通。
3月10日，第12次公审。古田律师对舆挂展开询问，提问了有关从逮捕到作出供认为止的经过。对于古田律师的最后一个问题“当时你是否喝了酒睡着了？对于案发当时毫无记忆这一点是真的吗？”，舆挂明确回答“是的”。当时审判长大吃一惊，而同样吃惊的还有德田律师。舆挂之前一直承认“曾经去过隔壁房间”，而律师也是以此为前提制订辩护方案，而且在第一次和第二次公审时，舆挂本人也亲口向审判长承认了这一点，如今作出重大的变更将导致法官对被告更为怀疑。这也是德田律师最担心的事情。
德田律师在古田律师提问结束后也开展了询问。为了不让法官感觉到辩护律师之间有分歧，德田律师先问了一些其他不相关的问题，之后他转入正题，问舆挂“在法庭审判的最初阶段，你曾经提到过你清醒过来后发现你在隔壁房间，脚边躺着一个女人，你应该还记得吧？”。舆挂停顿了很久之后，轻声回答“是的”。德田律师再次追问这个问题，舆挂轻轻点头表示承认。德田律师再问“那你记得自己曾经待在隔壁房间里吧？”，舆挂回答“我不太记得了”。措手不及的德田律师再次大声提问“你曾经这个法庭上确认过这一点，这你记得吧？”，舆挂回答“是的”。这番问答之后，德田律师认为仍然回到了镇静剂拷问的供认问题。
同年4月21日，第13次公审。本次公审主要围绕检察官对舆挂的反对询问展开，但德田律师由于业务繁忙，只能在开庭前的15分钟与古田律师以及舆挂讨论案情。他的建议也只是老生常谈——让舆挂“按照自己记忆的内容说就行了”。第13次公审中，检察官一方当然主要攻击舆挂前后供述变化这一点，而舆挂也清楚地坚持“我完全不记得自己曾到过隔壁房间”，并完全撤回了不利于自己的供述，并在此后的庭审中一以贯之地主张自己是清白的。作为辩护团的方针，两位律师也改变思路，以搜查阶段到公审初期的舆挂不利供述为“伪供”为由，要求法院认定被告无罪。对此，检察官一方只得申请两位负责搜查和取证的T、H警部补出庭作证。

#### 作出“认罪”供述为止的调查过程
在第12次及第13次公审以及此后的舆挂陈述中，他主张警方和检方在调查过程中存在以下违法行为，导致他做出了对自己不利的供述。此外，从逮捕之后到作出认罪供述为止的每日饮食情况如下。
|                  | 询问时间        | 食物                       |
| ---------------- | --------------- | -------------------------- |
| 1月14日 逮捕当天 | 15：30 - 23：00 | 午：× 晚：×                |
| 1月15日          | 9：30 - 21：35  | 早：牛奶 午：盒饭 晚：×    |
| 1月16日          | 8：50 - 22：20  | 早：× 午：× 晚：×          |
| 1月17日          | 9：50 - 22：50  | 早：面包、牛奶 午：× 晚：× |
| 1月18日 “招供”   |                 | 早：×                      |

　　更过分的是，当时我又感冒也没有食欲，意识处于朦胧状态下，警察警告我“你家里人会怎么样我们可不知道哦”，加之我被逮捕当天并没有看到母亲一眼，而且逮捕时被媒体记者围观的恐怖场面等浮现在脑中，我开始更加担心家里人。1月18日早晨，我流着泪跟警方说想见一下家里人，警方回答“知道了。但是你既然要我们听你说的，你也得听我们说的话！”。之后又立即讯问我“你怎么进入隔壁房间，怎么杀人的？”，我沉默不语，于是对方问“那你是怎么出去的呢？”，我竟然回答“从房门走出去的”。他们抓住这句话，接着就制作了供述书，记载了“我从房门走出回到自己房间”“确实是我做的事”，并让我签名按手印。当天下午，警方就允许我会见母亲和大姐，而且也让医生给我看病，并配了感冒药。

#### 关于供述任意性及可信度的审理
法庭在1983年6月20日的第14次公审以及7月4日的第15次公审中对T、H两位警部补进行了证人询问。根据T警部补的陈述，“1982年1月18日，舆挂作出了认罪供述。当天的讯问开始1个小时后，舆挂提出要求见到他母亲和大姐。我们表示了解，并继续要求他说出他记得的事情，也多次纠问他是从哪里进入隔壁屋的，他什么也没回答。但是问了他从哪里离开房间时，他回答说“从房门口出来”。据他说，只记得站在厨房以后的事情，之前的一概不记得了。此后他说自己从隔壁屋的玄关出来回到自己房间，然后在浴室里洗了把脸。接着他哭起来，再次要求见到他母亲。关于指纹一事，我们在罪案现场并没有找到指纹，所以在调查中我们关于指纹一事并没有对舆挂说过任何内容”。
1983年7月21日，第16次公审。法庭传唤给舆挂诊治感冒的医生出庭作证，围绕的焦点是诊疗在舆挂作出认罪之前或之后。根据舆挂的陈述，在作出认罪供述的1月18日的下午，医生才第一次来给他看病，但医生的证言说在供认前的1月15日就已经进行了诊治，而且医疗记录上也记载了1月15日晚上21点30分有诊疗和开处方的内容。但是H警部补制作的报告书中显示，当天的讯问调查持续到21点35分，之后委托了医生诊疗，此外看守所的出入记录簿显示舆挂在21点35分进入了关押室。
1983年9月1日的第17次公审中，辩护律师为了证明供认作出时舆挂的身心状态，要求在供认后立即会见到的舆挂母亲和大姐出庭作证。关于当时舆挂的状态，他母亲回忆说“当时他脸色发黑，或者说几乎没有血色。眼睛睁得很大，神经质一般看着四周，我们不管说什么，他只是抖着嘴唇说不出话来，还一直流着泪。看起来就跟个亡灵一样。”。他大姐说“感觉他非常消瘦和疲惫，我们聊了几句，但他马上就泣不成声，我们也只能陪着流泪。大家几乎没说什么话。”。
之后，法庭也对注射了镇静剂的医生以及102房间的住户进行了询问。此时辩护律师提出“仅仅听到2楼的流水声就判断有人坐在浴缸里”“听到浴缸里的水声，却没有听到205房间的居民穿着木屐走下楼梯的响声”，因此对102号房住户的证言产生了诸多怀疑。

### 公诉方补充举证
1985年1月21日的第24次公审到同年8月26日的第29次公审为止，公诉方追加了大量证据。主要包括三方面：102号房间住户听到的水声、镇静剂询问、舆挂的伤痕。
检察机关在征得法院的同意后，于同年1月14日进行了秘密的验证实验。根据该实验的结果，证实202号房间的浴缸流水声能够被102号房间的住户听到，因此该调查报告也被提交给了法庭。辩护律师认为该份证据属于起诉后的强制搜查，不具备证据能力，但法庭最后还是采用了该份证据。
此外，对于舆挂在注射镇静剂之后供述“我只是到了隔壁房间但没有杀人”，同年12月9日的第31次公审中，东京医科齿科大学的中田修教授作为证人出庭，其作为精神科医生中关于责任能力的权威专家发表了意见。鉴定书中也记载了“在麻醉下的陈述的可信度值得怀疑，在现今几乎不被使用”“本次的发言，也存在被告为了否认其罪行而在新近突然想出来的一种说法”，中田教授也证实：在镇静剂询问中，对于自己非常不愿意供认的事实往往也不会说出来，因此这种供认没有可信度。
对于舆挂脖子和左手上的伤痕，同年1月10日，检察机关单方委托九州大学的牧角三郎名誉教授作出鉴定，并在8月26日的第29次公审上提交了鉴定报告。牧角名誉教授本人也出席了10月7日的第30次公审，面对检察官的主询问，教授回答“T警部补确认的舆挂脖子上的伤痕出现了发红反应，经过6个实验对象反复多次的实验，可以证实这是受伤后2小时到3小时左右可见的伤痕”，因此证实了该伤痕可能是犯人行凶时被受害人的指甲抓伤的。但是辩护律师在反询问中指出，T警部补确认伤痕的时间是在案发后次日的凌晨4点30分到6点30分之间，如果按照鉴定报告所说的是在抓伤后的2-3小时之间的话，那么就不可能是舆挂在0点前后犯案时被抓伤的痕迹，对此牧角名誉教授哑口无言，最后只能含糊其辞地表示“可能个体之间存在差异”。
1986年4月21日的第33次公审上，T警部补制作的搜查本部事件情报报告书也被作为证据提交法庭。这是由侦查人员向搜查本部提交的内部报告，在案发后不久进行的询问中所确认的左手手背的伤痕，报告中记载“该处伤痕呈红色，表面有薄薄的一层膜”。T警部补在同年6月30日的第37次公审中作为证人出庭接受询问，辩护律师提出，在案件经过4年之后突然出现这样的文字记载，而且如此重要的内容竟然没有出现在正式的搜查报告书中，非常可疑。但是法院在同年7月28日的第39次公审中，不顾辩护律师抗辩该文书既没有签字也没有盖章，仍然将该报告书作为证据采用了。
鉴于上述经过，辩护律师认为法院在多个质证过程中都偏向于检察机关一方，对其逐渐产生了不信任感。

### 结审
大分地方法院的一审程序在1987年7月13日第44次公审的质证后终结。原本检察机关的量刑建议计划在同年9月14日的第45次公审时提出，但由于检察机关内部尚未做好准备，因此延期至12月24日的第46次公审。
检察机关在量刑建议中提出“被告人察觉到受害人独自一人回家，平时就觊觎受害人的他听到浴室热水器打开的声音后，更加抑制不住性冲动，于是犯下了强奸的罪行”，而且“由于舆挂在庭审中的表现也一直不诚实”，建议法庭判处其无期徒刑。
辩护律师一方则在1988年2月1日的第47次公审中提出“无罪”的总结陈词，理由包括：科警研的毛发鉴定缺乏可信性；侦查阶段的供认是在经历严酷的讯问后导致身心俱疲的状态下做出的，而且当时骗舆挂说已经取得了指纹和体毛，还以会见家人为条件，要求其作出虚假的口供，故该口供缺乏任意性及可信度；102号房住户听到202房的浴室水声却没有听到205号房间的厕所冲水声以及木屐踩在楼梯上的响声，故自相矛盾；受害人的唾液中含有血液，推定应当是咬伤了罪犯，但舆挂身体上没有发现有被咬伤的痕迹；舆挂自己主动向巡警打招呼并对201号房间住户说明罪案等事实说明其不可能是犯人；受害人被杀时正在例假中，但舆挂的衣服上并没有任何受害人的血液等等。
第一审庭审就此结束，法庭宣布将在同年4月25日做出宣判。闭庭后，旁听了辩护律师的总结陈词的全国各家报纸记者都围在一起，纷纷表示“应该会判无罪”。

### 恢复开庭
原定于1988年4月25日公布的一审判决，突然被宣布延期至6月27日。此后在6月27日的第48次公审中，法院也仍然没有做出判决，反而依职权恢复了开庭，这主要是对舆挂在案发当晚看到的电视中播放的电影片段进行质证。但对于这段供述，舆挂也曾在供述书中承认“可能与我在其他电视中看到的场面发生了混淆，也许是我记错了”。
8月22日的第49次公审中进行了视频证据的质证。舆挂所称其看到的电影，是在案发当晚的1981年6月26日23点50分于“电视台大分”播放的《荒鷲的要塞》。验证的结果，舆挂所记忆的“酒馆以及纳粹军人从螺旋楼梯上走下来的镜头”等，是在次日0点12分23秒直至13分36秒之间播出的。
该质证结束后，法院再次宣布举证质证阶段结束，并将在同年9月26日的第50次公审中进行公诉方陈词，并在10月24日的第51次公审中进行辩护方最后辩论。辩护方在这一次最终辩论中，强调了上述电影片段可以说是电影中最早的高潮画面，不可能与其他电视上看到的场面有混淆，恰恰证明了案发时间中舆挂在自家房间内，即舆挂并非犯人这一事实。法庭宣布将在次年1989年3月9日公布判决结果。

### 一审判决
1989年3月8日，在法院一审宣判之前，两位律师与舆挂再次会见，并告知后者“如果是好的结果，也不能过分高兴，即使是坏的结果，也不必慌乱”。舆挂经历了漫长的公审过程后，始终坚信自己会取得无罪判决，但也理解律师们考虑到“万一”的情况。两位辩护律师尽管也对于无罪判决颇有信心，但对于整个审判过程中仍然感觉审判庭更为偏向于检察机关一方，因此对最终结果也有一丝忧虑。在宣判前，两位律师在律师休息室里讨论宣判后的记者招待会，古田律师说“我准备好了宣判无罪后的发言稿，但对于有罪判决我实在没有信心”，而她的前辈德田律师表示“放心，如果宣判无罪，你去发言。如果是有罪判决，我来发言”。
3月9日13点30分，法院举行第52次公审即宣判。寺坂博审判长宣判被告有罪，并处无期徒刑。法庭在判决理由中，主要将舆挂的有罪供述以及科警研的毛发鉴定报告作为主要证据，对于争议焦点，作出如下论述。
毛发鉴定
作为决定逮捕的关键因素，辩护律师团对科警研的毛发鉴定报告颇多指摘，认为其无法进行决定性的个人身份识别，判定标准也非常模糊。但判决仍然采信该项证据，认为“本案中现场遗留的阴毛与被告人的阴毛之间，从毛尖端的形状、色调、长度、毛干部的粗细、髓质的形状等几乎都类似。具有丰富经验和高度专业知识的毛发鉴定专家不仅通过肉眼，还使用显微镜进行了仔细的检查”，因此肯定了该鉴定报告的可信度。
“供认”的任意性、可信度
辩护律师认为在侦查阶段作出的认罪供述是在舆挂身心俱疲的状态下且告知虚假事实并用家人的会面作为筹码而被强制作出的，缺乏任意性，但判决认为“侦查人员确实表示可以让舆挂会见其母亲，并以此说服舆挂将事实都说出来，这可以说对被告人的心理产生了较大的影响”，但“即使考虑了这一点，仍不影响对供述任意性的判断结论”。对于患感冒的舆挂就医的经过，围绕是在供述作出前还是之后，也没有采纳辩护方对医生诊疗记录的准确性的质疑。
对于可信度的问题，辩护律师主张供述中没有对犯案经过的陈述，但判决认为“被告一方面做出了对己不利的供述，但另一方面又不愿意陈述与本案犯罪经过直接相关的事实内容。上述供述中缺少具体性和逼真性，但不影响对于供述可信度的判断”，也认可了被告在前几次公审中承认的“自己站在203号房间内”的供述的可信度。
另外，对于第13次公审之后被告撤回供述这一点，判决认为“辩护人主张被告的供述在第13次公审之后发生了变化，这是因为其在第10次公审后了解到律师所说的没有在现场找到相关指纹掌纹足印等以及没有找到一根能够特定为被告人毛发的物品。但在第12次公审为止被告一直没有推翻自身的供述，这让人费解。”，“尽管在第13次公审中对供述做出了否认，但另一方面也仍然维持了不明确的供述，这些也足以佐证侦查阶段被告人做出的供述的可信度”。
脖子和左手手背的伤痕
关于舆挂身上被发现的伤痕，辩护律师认为缺少案发后立即拍摄的照片，因此无法判断是新伤还是旧伤，判决认为“T警部补的观察最为仔细全面”，故采用其证言。对于脖子的伤痕也采用了牧角教授的鉴定报告结论，认定很有可能是案发时受害人抵抗时造成的伤痕。对于左手手背的伤，也认为这极有可能是指甲抓伤的痕迹，因此认定为犯案时受害人抵抗而导致的。
102号房间住户的证言
对于102号房间住户听到的202房间的浴室水声，判决认为“该证人有一定的可能是将事后了解到的事实添加到案件当时的回忆和见闻中，因此很难全面信任该证言”，但“如果102号住户听到的水声是本案罪犯在犯案后冲洗自己身体的声音的话，那么发生时间也比较符合逻辑，而且尽管102住户听到了水声，却没有注意到其他更响的声音，不免令人感觉有不自然之处。但人的注意力有时候确实可能会偏向于部分内容，因此也不能说完全不能信任。”，故采用了该证言。
与判决结果相矛盾的疑点
在受害人身上发现了应当是咬伤了加害人之后吐出的混合了血液的唾液，但在舆挂身上没有发现咬伤的痕迹。对此，判决认为“即使受害人确实咬伤了加害人，但在案发后警方没有意识到这个咬伤的存在，所以没有对被告人的身体进行全面的检查，所以不能判断绝对不存在咬伤痕迹”。
对于舆挂自己向巡警打招呼并对201号房间住户说起罪案这个细节，判决认为“明明自己房间里开着灯却不对巡警做出回答，这可能导致怀疑，所以犯人决定主动打招呼，这也完全可能是犯人可以采取的策略。此外，对201号房间住户说明罪案的行为，也有可能是犯人为了受到怀疑而故意采取的行动”，“辩护律师主张如果舆挂是犯人则应当快速逃回自己房间并熄灯假装睡觉，但从犯罪者心理而言，将一直开着的电灯在犯案后立即关掉反而会引起怀疑，因此也不能说这是与认定罪犯产生根本矛盾的事实”。
另外当时受害人正在月经期，但没有在舆挂的衣物中发现受害人的血迹，判决认为“本案案发后到舆挂的女友回到房间为止有相当长的时间”，“案发后舆挂有充分足够的时间将沾有血迹的内裤等进行销毁或丢弃处置”，因此没有采纳辩护律师的主张。
综上所述，“被告人在强制侦查阶段及第1次、第2次、第12次公审中所作的‘曾站在203号房间内’的供述可信，可以认定在本案案发后被告人立即进入了受害人躺着的203号房间，此后又返回202号房间，并在浴室冲洗了身体，还看了电视等事实”，“无法找到被告人进入203号房间的合理理由，因此本案是其所为的可能性极高”，“被告人对于受害人遗属没有表示任何歉意，且一直否认犯罪，没有反省悔罪的表现”，故从结论而言“应当判处其无期徒刑”。
判决宣读后，两位辩护律师在法院与舆挂谈话后举行了记者招待会。在招待会上，德田律师表示“尽管我们举出了很多证明被告无辜的证据，但判决对此都予以无视，因此是不公正的判决”。记者中有人问“具体有哪些证据呢？”，德田律师严肃地回答“有很多证据。请读一下我们的辩论要点”。
此后，舆挂与辩护团立即向福冈高等裁判所提出了控诉。

## 控诉审

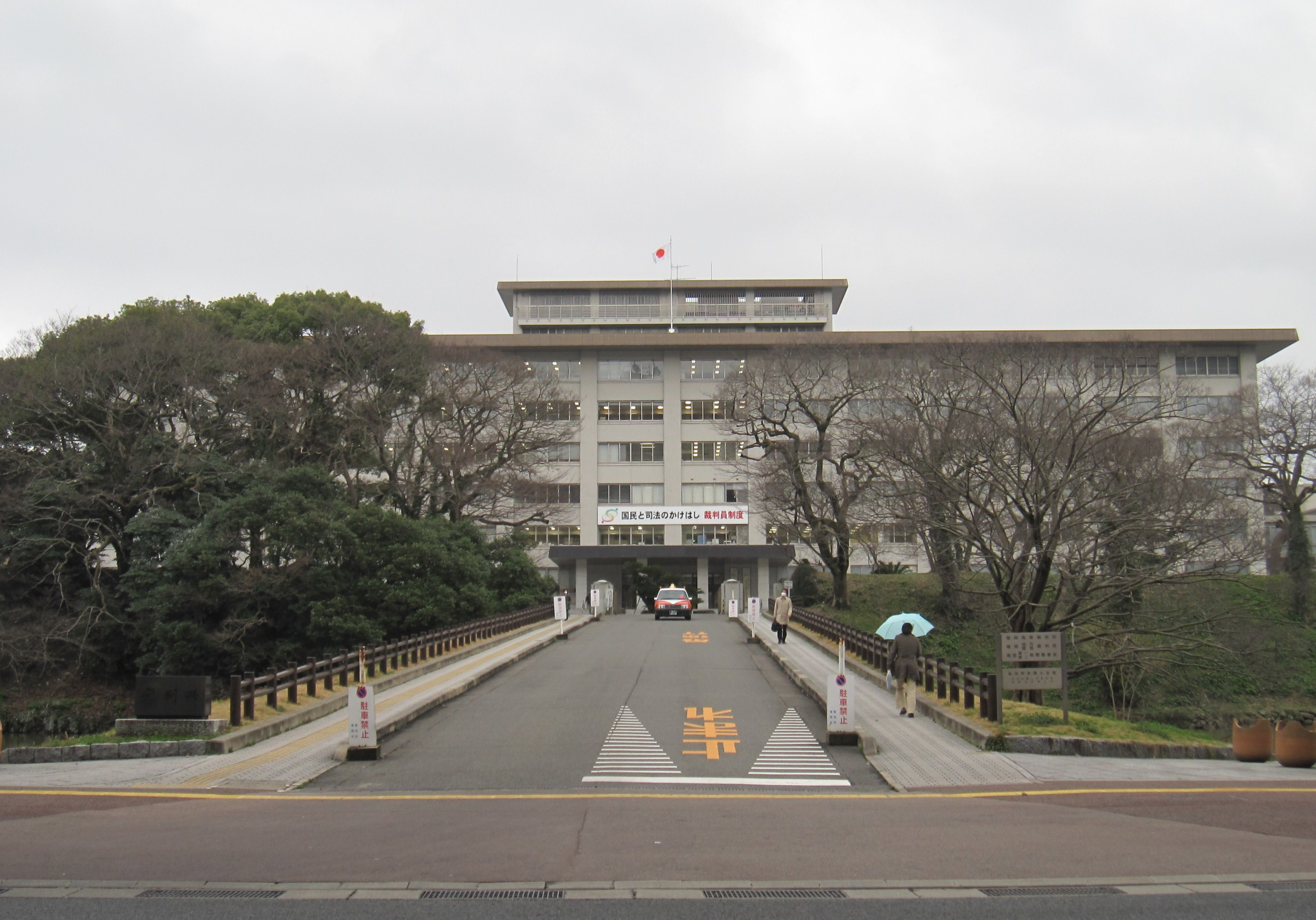
福冈高等裁判所

### 辩护律师团的扩容
一审宣判后，安东正美律师对古田两位律师表示“如可以的话，我也愿意协助辩护”。安东律师也是古田律师的前辈，与德田律师也曾经共事过。沉浸在一审后的低落情绪之中的两位律师非常欢迎安东律师的加盟。安东律师在阅读了审判材料之后，也深信一审判决存在不当之处。三位律师决定继续扩充辩护团的力量，考虑到本案中几乎无法获取可观的律师报酬，而且也需要维持辩护团的团结稳定，因此他们决定通过个人联系的方式向熟悉的律师发出邀请。此后，以大分合同律师事务所为中心的多名律师决定加入辩护团。到控诉审第3次公审（1990年9月17日）前夕，辩护团成员已达到9名律师。此后仍然有律师陆续加入，最终辩护团人数为13名。
辩护团对于一审判决进行了认真的研究，对于其中有关供述的任意性、102号房间住户的证言、舆挂身体上不存在咬伤、舆挂的衣服上未发现受害者的血迹、舆挂脖子和左手的伤痕、毛发鉴定的可信度等方面的观点进行了批判，此外还指出205房间住户听到203号房间传出“神啊，请原谅我”的声音，但舆挂并没有信仰。此外还有舆挂看到的电影画面能证明其不在场，结合上述内容撰写了长达200页的控诉状，并在1989年11月30日即控诉期限最后一天向福冈高等裁判所现场提交了上述控诉状。

### 对科警研毛发鉴定报告的批评

#### 委托再次鉴定
在高等法院的控诉审首次公审，于1990年3月14日进行。辩护律师一方主要围绕自白供述的任意性和可信度、毛发鉴定报告以及舆挂脖子和左手手背的伤痕三点展开辩护，以求推翻一审判决。
同年7月28日，岩田律师将另一个案件中有关科警研毛发鉴定的争议提供给了辩护团。两起案件的毛发鉴定尽管相隔六年，但鉴定人为同一人，而且鉴定手法也同样由“形态学检查”、“血型检查”和“分析化学检查”等三部分组成。辩护团迅速通过关系找到主办这个案件的吉村律师，并邀请其与辩护团举办了一次有关毛发鉴定的学习会。吉村律师列举了大量国内外文献，指出只有科警研这一机构认为能够从形态学检查特定个人身份，而且分析化学检查也存在同一人数据的显著变化，从而论证了科警研的毛发鉴定报告不可信。同年11月16日、17日以及次年1月7日，吉村律师也参加会议提供了参考建议，他建议应当申请再次鉴定，因此辩护团开始寻找能够进行再次鉴定的专家。但由于科警研在鉴定中已经将取样的毛发全部消耗完，再次鉴定也只是基于科警研的鉴定数据展开。
此外，辩护团要求对被害者脖子上缠绕的衣物上的体毛进行鉴定，其结果显示上述体毛属于0型血人物。此外，辩护律师也发现当初鉴定书中提及了被害者阴道内残留的精液也属于A型血或O型血的人物。但在被害者阴毛上残留的精液却与舆挂均为B型血，因此辩护团开始怀疑本案的犯人有两人以上。

#### 柳川鉴定
最终辩论团找到了九州大学理学部的柳川助教授来进行再次鉴定。柳川的再次鉴定书在1991年5月17日完成。该鉴定书从有关统计鉴定法的思路的总论与对于毛发鉴定的错误的分论论述，最终结论是“从上述各点来看，本案中采用的毛发鉴定法缺乏具有可信度的科学根据”。辩护团将该鉴定书在5月23日的公审中提交给法庭，并在6月25日的第9次公审上邀请柳川助教授出庭作证。
柳川助教授首先指出，被告人的毛发样本过少，导致无法特定其发毛的特征，因此科警研的形态学检查仅仅依赖鉴定人的经验而缺乏科学性。
柳川又指出，原有鉴定书利用分析化学检查中的元素分析方法，主要比较了案件现场采取的毛发与受害者姐妹两人和舆挂的毛发中的氯、钾、钙成分，但实际上每个人的数据都有一个变动幅度，而且受害者姐姐与舆挂的毛发数据也有很多重合，因此无法判定现场的毛发究竟是受害者姐姐的还是舆挂的。但科警研仅仅凭此就断定毛发的数据与舆挂一致，而实际上几乎所有人的毛发中的相关元素含量就差异不大，因此仅仅对比三个人的毛发数据，毫无意义。包括形态学检查的部分，科警研的毛发鉴定仅仅对比了受害者姐妹与舆挂三个人的毛发，而完全没有考虑是否有可能是其他人物。这从方法论上来讲就存在严重的缺陷。柳川在结尾处总结，科警研的毛发鉴定有违科学的名义。
对此，检察机关在7月24日提出了科警研原技官的反论书，并对柳川助教授进行了反方质询。但反论书并没有正面回答柳川的质疑，而反方质询也往往与本案缺少直接关联，导致审判长当庭多次警告检察官的发言。

### 法庭外的支援

#### “梦游审判”
1991年2月，纪实文学作家小林道雄从亲戚处获悉了这个案件。他的亲戚在自卫队工作期间认识舆挂。在听到舆挂被捕的消息后，非常怀疑，他根据自己对舆挂为人的了解，不相信他会犯这样的杀人罪。此后控诉审中，辩护团为了确认自卫队期间舆挂的表现，向其联系。他表示自己的话语被人为截取后歪曲理解，因此也非常气愤警方和控方的做法，此后一直积极为舆挂进行支援活动。
直接获悉了案件细节的小林也多次参加案件旁听，并与舆挂直接面谈。辩护团起初对于作家有所疑虑，但由于小林持续的客观取材和慎重态度，最终律师们开始逐渐信任他。而作家小林也对辩护团律师抱有良好的印象。尽管如此，他也不想对案件抱有先入为主的观念，在读取了一审判决后，他认为至少审判违反了“存疑者利益归于被告人”的刑法大原则，此后通过各种信息的获取，他也逐渐相信舆挂是无辜的。
1991年10月，小林在月刊《现代》上发表了题为《女子大学生暴行杀人案件——一场“梦游审判”的实录》的报道文字，质疑该案件的一审结果。该文章引起了社会极大反响，导致社会公众开始关注这起案件。此后，小林又在1993年6月出版了《梦游审判——为什么会“自白”？》一书，此后又在1996年12月进行大幅度增删后，出版了文库本《冤罪的产生—大分女子短期大学生杀人案—》。

#### 救援会
从控诉审开始，辩护团便感觉有必要引发社会公众对一审不公判决的广泛关注。1992年1月26日，成立了“绿庄案件反思会”。现场有50多名参加者出席，人气爆棚。此后，该组织也号召民众参加审判旁听，来确认舆挂的人品和案情。于是从控诉审第13次公审起，有十多名旁听人员参加庭审。此后，反思会在5月17日的市中心散发了1000张传单。发起人也已经达到57人。
此后成立的“绿庄案件救援会”以安东律师为事务局长，并开展了多项活动。
发行会报
前后共发行了题为《无罪》的20期会报。会报对于救援会的成立、公审情况的报告、号召公众参加庭审旁听等发挥了作用。
举办真相报告会
真相报告会前后共举办了50次左右，每次基本有数十人到近200名听众参加。
旁听庭审
通过旁听庭审，救援会希望促成更多公众了解案件经过，并对舆挂进行鼓舞。小林在书中也提到，自从旁听席出现了十几名公民之后，庭审的氛围也为之一新。救援会从第14次公审开始，准备了包车前往法院的小型巴士，此后旁听人员越来越多，不久就改成大巴运送。在前往法院的路上，安东律师会向乘客介绍此前历次审判的概要和辩护团的思路，而在回来的路程上，律师们会向旁听人员解说当天的公审经过，也会请各位参加者发表自己的感想。
救援会在创立不久就有190名会员，到了当年年底已经达到了400名。到最终控诉审宣判之前的1995年5月27日，会员人数已经达到了621名。

### DNA鉴定

#### 委托鉴定过程
1991年5月23日，辩护团向法庭提交了柳川教授的鉴定书后，前田审判长召集控辩双方，就案发现场遗留的毛发以及受害人阴道内采集的精液是否进行DNA鉴定，征求了双方的意见。当天的《每日新闻》晨刊的头版上刊登了“以DNA展开侦查”的报道，文中指出“警察厅在5月22日决定就DNA鉴定一事，在统一鉴定方法后决定将其引入犯罪侦查的手段中。引入该鉴定制度后，警方可以通过少量的血迹、体液、皮肤等特定个人身份，这是自1911年日本利用指纹鉴定以来一次重大的进步”。当时辩护团正在全力攻击科警研毛发鉴定报告的可信度，对DNA鉴定的必要性感到一些疑惑，内部也进行了多次激烈的争论。这是因为当时的媒体报道DNA鉴定的准确度仅仅有100万分之一，因此对于未知的领域内DNA鉴定的科学性仍然未得到证明。所以辩护律师一方感觉已经对无罪的事实进行了充分的证明，就比较消极对待DNA鉴定。但是第10次公审后，法院再次表示有进行DNA鉴定的想法，最终辩护团也认为一旦证明精液不是舆挂的就可以清楚证明其无罪，而且不做DNA鉴定也无法打消审判法官的疑虑，最终统一实施DNA鉴定。据此，日本司法史上首次由法院依职权提起的DNA鉴定程序就在三方的同意下得以启动。
DNA鉴定由法院委托时任DNA多型研究会运营委员长的筑波大学三泽章吾教授负责。委托鉴定事项主要有两点：从受害人阴道内采集的标本是否与舆挂血液中提取的DNA一致？案发现场采集的毛发与舆挂血液中提取的DNA一致？。

#### 鉴定期间的审理经过
在等待DNA鉴定结果公布的时间内，辩护律师就舆挂的自白供述再次展开了被告人询问。由于一审期间，舆挂与辩护律师之间的相互信任关系尚未完全建立，因此舆挂的自白供述中存在着明显的瑕疵。之后的6月17日第14次公审中，辩护团也提交了有关《侦查阶段被告人的不利益供述的变迁以及可信度相关的辩护意见》，并在9月7日的第15次公审中对舆挂再次进行了询问。在该意见书中，辩护团指出舆挂的自白供述在数个重要问题以及不可能发生记忆错误的问题上都出现了前后不一致的内容，而且根本无法进行合理说明。例如，从案发的203房间回到自己房间时，舆挂在最初的供述中提到自己肯定是赤脚的，但后来变成“感觉似乎是赤脚的”。最初的供述还提到当初回到自己房间时是用钥匙开了门，但后来却演变成“不记得是用钥匙开门的”。辩护团认为上述不可思议的前后矛盾之处正好说明了舆挂的自白是基于警方的强迫或诱导而做出的。
同年11月25日第16次公审上，在案发后不久就采访舆挂的新闻记者出庭作证。舆挂在案件后立即向女友家中打电话后，便接受了某报社记者的采访，但当时他并不知道记者的单位和姓名。但碰巧的是，当年4月，这名记者因为别的事情向德田律师寄了一封信件，并在里面提到了曾经采访过舆挂一事，于是辩护团才知道当时采访舆挂的是朝日新闻社的记者。这名记者在法庭上回忆了当时采访的笔记以及情景。根据该记者的回忆，“记者到达绿庄时大概是1点15分，现场已经拉起了隔离带。他看到了舆挂正在打公用电话，于是等他打完后便跟他进行了采访。舆挂回答了记者的所有问题，并没有可疑的迹象。舆挂当时穿着睡衣裤。之后他便回到了公寓里”。此后该记者还提及“当得知舆挂是重要嫌疑人时，我还自责自己没有识别犯人的眼力”。辩护团主张，根据记者的证言，一审判决认为舆挂在外出打电话时存在丢弃带血的内裤等内容是错误的。
另一方面，DNA鉴定的报告迟迟未能完成。最初鉴定人预计大概会在1992年10月完成鉴定，但在9月份法院询问时，三泽教授回答大概会在12月末完成鉴定。但直至次年初仍未得出结论，于是在1993年2月4日第17次公审上，刚上任的金泽英一审判长表示鉴定报告可能在4月上旬公布。

#### 鉴定结果
尽管如此，三泽教授的鉴定报告仍迟至1993年8月12日才提交给法院。鉴定结果显示，受害人阴道内采集到的物质仅仅测出与受害人一致的DNA型，但案发现场提取的毛发中，有一根与舆挂的DNA型相同。根据鉴定书的说明，毫无血缘关系的两人拥有同一DNA型的概率是0.088％。
对鉴定结果大吃一惊的辩护团立即对鉴定报告进行了认真的研读，并发现其中存在许多问题。从鉴定输的落款日期，到舆挂的DNA型，在许多基本的事实上存在错误。总共26页（正文9页，脚注和附图等17页）的鉴定书中，辩护团发现的错漏之处有53处之多。此外，对于阴道内检出物，鉴定书表示“该结果并不能积极证明阴道内容物中不存在精子。当然，也不能得出舆挂的精子中所含的DNA在受害人的阴道中不存在这一结论”，这点足以说明鉴定人带着先入为主的立场开展了这次鉴定。尽管辩护团在一周内已经掌握了足以推翻鉴定报告的决定性证据，但他们仍决定进行严格的保密，计划将其作为重要攻击手段在庭审中再提出。
9月21日，法院召集控辩双方就鉴定结果举行会议。辩护团一方提出了鉴定报告中的多个错误，要求三泽教授出庭接受询问。由于辩护团的坚持，最后法院决定传唤三泽教授出庭接受询问。9月23日，三泽教授向法院寄送了鉴定报告的更正书，其中包括32处勘误。作为刑事案件审判所使用的鉴定书，包含如此多错误是相当罕见的。

#### 鉴定人出庭接受询问
1993年12月9日第19次公审，三泽教授接受法庭询问。对于鉴定书的落款日期错误、鉴定检材的编号错误以及基础数据的错误等，三泽教授都始终只能重复“我遵照基本规则操作，结论并没有错误”的辩解，甚至连审判长也当庭纠问他“没有理解提问的意义”。此后的公审中，三泽教授也主张许多鉴定工作都是其副教授完成的。通过几次询问，法庭已经清楚三泽教授完全没有参与鉴定操作以及鉴定书的起草，而是都交由原田助教授完成，而且实际开始鉴定程序的时间也是迟至1993年5月。
法院对于三泽教授委托鉴定的程序早在1991年11月14日就完成了，但此后该鉴定过程就始终停滞不前。而且鉴定人也始终没有遵守其承诺的鉴定报告提交期限，多次推迟。
4月20日第21次公审中，三泽教授被问及有关数据库的可信度问题，仍然不能作出正面的回答，对此，在法庭旁听的统计学者明治大学教授木下信男当场发出了嘲笑。木下教授在休庭后也表示三泽教授“对于集团遗传学一无所知”，而且金泽审判长也在庭审中多次表示三泽教授对许多问题的理解不充分。
当天的庭审中，控辩双方都对三泽教授的鉴定书发表了意见。检察机关一方认为辩护团事先也知道原田助教授会担任鉴定辅助人员。但辩护团一方认为经过宣誓程序接受鉴定委托的人是三泽，而原田助教授充其量只是协助人员，其没有足够的专业能力完成鉴定报告，而三泽以工作繁忙为理由将全部的鉴定工作都扔给原田来完成，这体现了三泽教授缺少担任鉴定人的正确态度和资格。此外，辩护律师也在意见书中第一次抛出了毛发的长度问题。

#### 毛发长度的问题
辩护团在意见书中抛出的问题主要围绕DNA鉴定中与舆挂具有同一DNA的毛发的长度（15.6厘米）。案发当时，舆挂的发型是烫发，当时提交给警方的头发最长也只有7厘米，因此该鉴定报告中的毛发明显不来自舆挂。事实上，这一根毛发是在案发当天的受害人房间的橱柜前采集到的，当时向科警研提交的时候，由于警方也认为这极可能属于受害人或受害人姐姐的毛发，所以被排除了。尽管如此，检察机关仍然主张，舆挂也碰巧有这么长的头发。
1994年6月6日第22次公审中，实际操作鉴定的原田助教授出庭接受询问。原田助教授面对检察机关的提问，回答说鉴定报告中所谓“同一型”的含义是“类似性极高”。对于这一回答，辩护团表示匪夷所思，并再次感觉到鉴定报告的可信度出现了重大疑点。当天辩护律师反复向原田助教授询问了ACTP2法中DNA类型的分类方法。原田助教授承认，在他的分类方法下，只要有一个核酸盐基不同，就应当被认定为两个人。
7月4日第23次公审，辩护律师一方申请三名证人出庭证明案发当时的舆挂的头发长度。第一名证人是舆挂的长姐。长姐在案发前10个月左右舆挂父亲葬礼时，拍了舆挂的照片可以显示当时他是短发。第二名证人是案发前舆挂经常光顾的理发师，其证明葬礼照片上舆挂的头发长度应当在1厘米以下，并提到人的头发大概是每个月增长1厘米左右，此外案发前舆挂大概每个月来理发店做一次烫发。案发后的1981年7月11日照片上，舆挂的发型也是烫发。第三名证人是大分县理容美容职业训练协会的副会长，他也证明葬礼照片上舆挂的发型是1厘米以下的短发，且人头发大概生长速度是每个月0.9-1厘米左右。该证人提到舆挂的烫发发型最长也只有5厘米，而且案发后的舆挂照片可显示头发最长也只有5-8厘米，更为重要的是，烫过的头发即使经过时间，也不会自动变成直发。从上述证言可知，舆挂父亲葬礼后到案发为止，即使舆挂一直都没理发，其头发最长也只有11-12厘米，而且案发当时舆挂是烫发，其头发拉直了也不可能超过10厘米，所以在DNA鉴定中与舆挂有同一DNA型号的15.6厘米长的头发不可能是舆挂本人的。

### 保释
1994年7月7日第23次公审之后，由于已经明确了DNA鉴定中与舆挂具有同一DNA型的毛发明显不是他本人的，因此辩护团向法院提出了保释申请。保释申请书的理由如下：舆挂被限制人身自由已达12年零六个月，但作为逮捕和一审判决的主要依据的科警研毛发鉴定报告已经因其完全缺乏科学性而被否定，且检察机关一方的取证工作也已完成，嫌疑人没有妨碍案情调查的可能，且舆挂一直积极参与审判，主张自身的清白，因此本人也没有畏罪潜逃的可能性。
7月11日，福森尾等高裁第一刑事部决定批准其保释申请。对此，检察机关提出了异议，并申请该高裁第二刑事部审理其异议申请。8月1日9点50分，福森尾等高裁第二刑事部作出决定，驳回了检察机关的异议申请。决定书的理由如下：检察机关至今未提出能证明舆挂犯罪的直接证据，且罪案案发已经过13年之久，舆挂也无可能隐匿任何与案情有关的证据或事实，考虑到舆挂已经拘禁12年6个月以上，因此批准保释的决定符合法院的裁量权范围，可谓合法。检察机关对此不再提出异议，因此舆挂在当天被成功保释。
作为杀人案件中一审被判处无期徒刑的嫌疑人，能在二审中被成功保释，这样的案例在日本少之又少。因此，当天的报纸媒体对此进行了报道。当天傍晚6点，舆挂到大分县劳动福祉会馆参加有关集会，与辩护团成员以及一直以来他的支持者进行庆祝。尽管准备时间有限，但现场仍有350名以上的各界人士参加了这一集会。

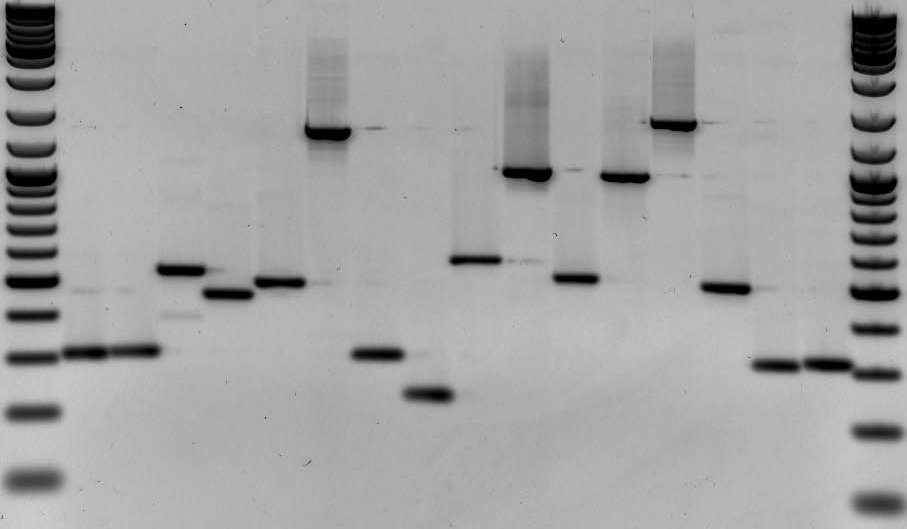
电泳画像之一例

1994年11月16日第24次公审起，永松昭次郎审判长接替因病住院的金泽审判长继续主持法庭。法院在12月19日的第25次公审中，再次邀请原田助教授出庭接受询问。辩护团主要围绕之前原田所说的“有一个盐基不同，则可以判定为两人”这一证词，就实际鉴定中的判定方法展开了询问。

### 最终辩论
1995年2月24日，第26次公审。从当天13点30分起，辩护律师发表最终辩论意见。辩论从“本案的特征以及真犯的画像”开始，依次就侦查阶段及一审中舆挂的不利供认的任意性和可信度、102号住户的水声证言的可信度、舆挂身体上的伤痕的分析、科警研的毛发鉴定、三泽教授的DNA鉴定的证据能力以及可信度等，分别由安东、德田、千野、铃木、荷宫、古田、森尾等各律师发表了意见。
德田律师在各位律师发表之后，对辩论意见做了总结发言。德田律师作为从一审开始就担任辩护人的主导律师，独自一人写完了上述总结发言。其中主要对自己在一审中的辩护行为做出了猛烈的批评和反省。
　　本案一审的首次开庭是在昭和五十七年四月二十六日。距今已经13年过去了。
　　在这首次开庭的记录中，记载了对于本案公诉事实的辩护意见。
　　“被告在案发当时的记忆缺失，检察官提出的证据也不能充分证明本案事实，因此难以证明被告有罪。”
　　如今，在本案各项证据的回顾和研究过程中，原审辩护律师在面对上述意见时，一定有着非常悔悟和苦涩的心情。
　　在如此重大的案件的首次公审前，我们作为辩护律师却仍仿佛身处案件的浓雾之中，无比彷徨。这种彷徨起始于我们看到被告的自认供述那一刻。
　　被告在供述书中仅仅强调了“犯人就是我本人”，但却没有描述任何具体的犯案经过，而且供述书一开始就说“当我清醒过来，发现我在203房间里”，这样的供述远远超过了我们的理解能力。
　　被告在做出自认供述之前，连续三天以上几乎处于绝食状态，这点我们当初是不知道的。
　　警方对于被告进行了多日连续的10小时的盘问，这种刑讯的严酷也是我们无法理解的。
　　警方还将“现场找到了犯人的指纹”这一谎言传达给被告，还利用被告希望看到母亲的迫切愿望而换取其自认供述，这种卑劣的行为也是我们一直不清楚的。
　　作为辩护律师，我们感到羞愧的是，我们在与被告的多次交谈中，也没有尝试去解开上述疑惑。我们对被告的先入为主的印象和偏见让我们怠于找出真相。
　　被告在一审的法庭上承认“自己记得曾到过被害人房间”，做出这种对自己不利的陈述的责任有一半在我们律师。包括在一审第12次公审中我们诱导被告的询问，我们身为辩护律师却违背了应当有的基本职业素养。
　　对于本次辩论中被告自认供述的任意性的分析，正是出自辩护律师的苦涩悔悟和谢罪的产物。
 — 绿庄事件辩护团　《控诉审辩论要旨》
辩护律师在长篇的辩论意见结尾，对于科警研的毛发鉴定以及三泽教授的DNA鉴定报告提出了严厉的批评，并请求法院做出完全无罪的判决。德田律师发表完长达2小时的辩论意见后，旁听席上爆发出了热烈的掌声。永松审判长立即制止了旁听人员的鼓掌。然后他追加了一句“对于这样精彩的辩论，（当庭喧哗）是很不礼貌的”。
此次公审后，控诉审全部程序均已终结，法庭宣布将在6月30日做出宣判。

### 控诉审判决
1995年6月30日，福森尾等高裁举行第27次公审，并宣读了控诉审判决。当天14点开庭，永松审判长首先宣读判决主文“撤销原判。被告人无罪。”听到这一结果，座无虚席的旁听席上立刻爆发出了欢呼和鼓掌声，而被告人大姐的号泣也响彻法庭。永松审判长要求听众保持安静之后，继续宣读了判决理由。
在判决理由中，法庭对于各个争论焦点分别论述，并基本采纳了辩护律师一方的观点。控诉审判决书并不止步于简单的“无罪判决”，而是论证了本案凶犯另有其人，因此是一份“完全无罪判决”。事后，辩护团对此判决评价极高，称赞其为“可预想到的最高水平的判决”。
永松审判长在宣读了判决书后，法庭上再次响起了热烈的掌声和欢呼声。其中也有人从旁听席上对审判长大喊“审判长！我向你致以敬意！”。
无罪判决宣判后，被告人一方在福森尾等县律师会馆举行记者见面会及报告会。此后一行人便立即前往大分市区，当天的19点30分在大分县劳动福祉会馆也举办了一场报告会。现场有250多名人士参加，共同庆祝舆挂的完全无罪判决。

## 判决公布后

### 时效成立
1995年6月30日的无罪判决公布后，大分县警察局以并非审判当事人为由，未举办记者会见，但刑事部长仍表示“相信侦查活动是正当合法的”。关于判决中对警方调查活动的指摘部分，其表示“还没详细了解判决全文”为由，拒绝发表评论。
7月13日，对于控诉判决的上告期限届满，福森尾等高等检察厅决定放弃上告，因此舆挂的无罪判决便正式确定。接受记者采访的福森尾等高检官员表示，虽然可以理解侦查和起诉过程的正当性，但经过与最高检察机关的交流后，均认为无法在法律上推翻二审判决，故放弃了上告。作为检察机关对警方做出批评是非常罕见的。大分县警也表示将全面接受二审判决，并对今后的侦查活动提供参考。至于是否要对舆挂进行道歉，警方表示“侦查活动是依照法律展开的，没有必要向被告进行道歉。另外也希望受害者遗属可以理解警方已经对于侦查倾尽全力”。
12月6日，大分县议会议员久原和弘在议会一般询问中向大分县警本部长发问，询问其是否有计划向舆挂以及受害者遗属进行道歉。久原议员表示“正如二审判决所批评的一样，本次侦查活动毫无科学可言，并导致舆挂最珍贵的青春岁月在铁窗里耗费，并残酷地剥夺了。想到本人及其家人的痛苦，我们无言以对。”“此外，在公诉时效还有一年剩余的情况下，警方表示已经尽了全力，不再进行新的侦查活动，这对于受害人一家也极不负责。我认为警方对于舆挂以及受害人一家都应当真诚道歉，本部长是否也这样认为？”。但警方仍然表示“侦查和移送起诉的程序都是依法进行的”，因此没有道歉的必要，“今后要接受高裁判决，对以后的警方侦查提供参考”。
1996年6月28日0点，绿庄事件的公诉时效届满。大分县警表示“从市民这里已没有得到新的信息”。对此舆挂表示“警方没有努力致力于信息收集，因此这样的发言非常奇怪”。同志社大学教授浅野健一也表示“侦查机关应当在时效届满前始终如一地积极展开侦查活动，作为公务员，应当对受害人遗属负起责任”。

### 被告人的后续发展
1995年8月3日，120多名有关人士在大分市内的酒店举行聚会，庆祝“舆挂被完全宣告无罪，勉励其东山再起”。在看守所关押了13年之久的舆挂表示，希望重回社会，自食其力，于是他考取了机动车驾驶证，此后又在11月1日考取了叉车、起重机等特殊车辆的操作证，并从1996年4月1日起在大分市内的石材企业工作。1999年，因公司业绩不佳被裁员后，舆挂自己购置了一辆自卸车，并以货车司机为生。
此外，他也积极参与各种志愿者活动和工会组织。其中包括支持因绿庄事件而新创的当值律师制度的相关市民团体，以及他的辩护团律师所参与的工会组织、艾滋病患者支援会以及麻风病国家赔偿诉讼支援会等。他曾担任大分ふれあい工会的书记次长，麻风病国家赔偿诉讼支援会的事务局长等。
1996年5月26日，作为关心并支持舆挂回归社会的支援人士举行会议，并决定转为支援当值律师制度。律师团在1997年，出版了记录绿庄事件全过程的书籍《到达完全无罪的13年历程——绿庄事件辩护记录》。

## 评价及后续影响

### 对审判的评价
纪实文学作家小林道雄撰文批判了一审的审判过程，他说“法官在法庭上应该是睁着眼坐在那里的。但是他的眼睛是真的在看吗？”，并将这一场审判斥为“梦游审判”。这一新词在此后的媒体报道中被广为流传。
辩护团成员之一的安东律师对二审判决评价非常高，认为“这是一份希望得到的最高水准的判决”。小林一方面同意这一观点，但也指出二审判决中有两点有待商榷。第一点是二审判决否定了舆挂自白供述的任意性，认为“舆挂本身心理上对于压力承受能力较弱，在危机中容易陷入精神崩溃”。小林认为，舆挂在看守所中接受了严酷的调查逼供，无论是谁都会很容易做出同样的自白供述，因此这不是舆挂个人心理的问题。而且二审判决也对于起诉前舆挂做的精神鉴定中“可以推测其在犯罪时发生了心因性震惊”这一点予以采纳，对此小林也难以认同。第二点是二审判决认为一审维持舆挂的自白供述的原因有一部分在于辩护团与舆挂的沟通不顺畅。尽管辩护团也对当时的辩护活动展开了严厉的自我批评，但一审判决的主要责任还是应当在于愚昧的一审法庭，小林认为二审判决似乎有将此归责于辩护团的意思，对此他不能苟同。
此外，久留米大学准教授森尾亮等人也认为一审判决的事实认定主要基于警察和检察机关所构建的虚构事实,而对此予以推翻的二审判决是非常优秀的判决书。但他们也认为二审判决耗费了6年零3个月才作出，此外也没有提及舆挂指纹始终未被发现，这些都是控诉审中存在的问题。

### 对于DNA鉴定的批判
绿庄事件是日本司法史上首次法院依职权启动DNA鉴定的案件。受委托的鉴定人三泽教授等人对于距离案发10年以上的检材，采用了DNA鉴定中最先进的微卫星ACTP2法。这种方法的采用在日本鉴定界也是首例。但这一鉴定结果最终在二审中未被采纳，辩护团也极力批判将这一未成熟的技术用于刑事鉴定。对此，一桥大学的村井敏邦教授指出“刑事审判并未检验科学技术的实验室”。辩护团也批评三泽教授等人“面对犯罪是否成立这一重大问题时，缺少作为鉴定人的社会责任感”。
在绿庄事件中，辩护团要求鉴定人提供了工作底稿等鉴定资料，也借此验证了鉴定的过程和手法等。若非如此，本案很有可能将成为一起冤案。从这一点也让人们得到启示，不应该盲目听信鉴定结果，应当要求鉴定人提供具体的资料和鉴定经过，并且由法律人士来独立判断其可信度。

### 对于媒体报道的批判

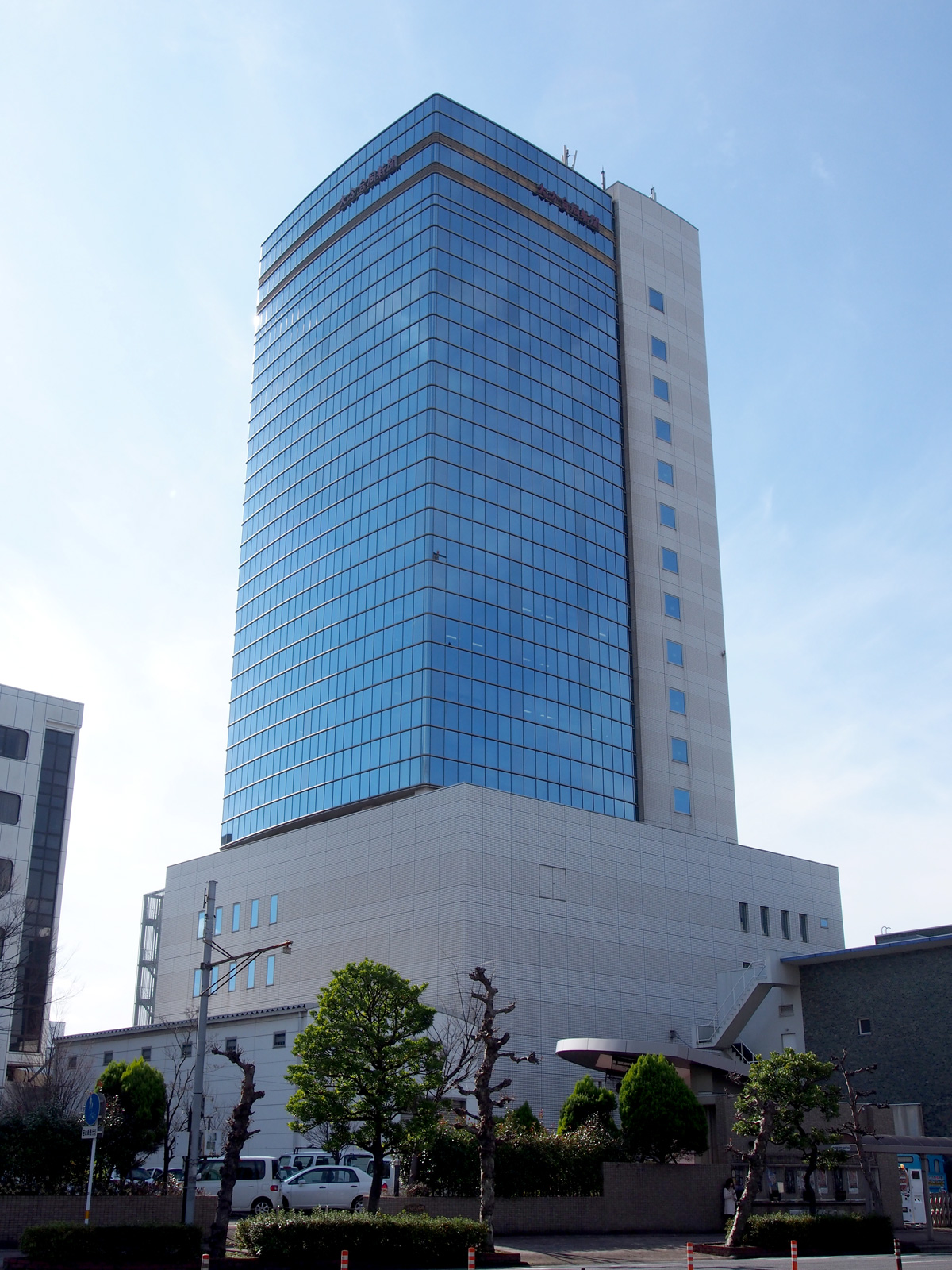
大分合同新聞本社（1995年竣工）

1981年6月30日，舆挂接受第二次调查询问之后，媒体就开始将其作为重要的嫌疑人进行报道。这其中又以当地报纸大分合同新闻为甚。大分合同新闻在6月30日的晚刊中刊登的报道标题为《传唤重要参考人——追究年轻会社员》，文中提到“在29日以前对A的询问调查中，并没有确实的不在场证据，搜查本部开始尽全力对A进行调查”，7月9日报道标题为《搜查遭到阻碍——物证缺乏——交友关系清白？》，文中提到“搜查本部继续将调查重点放在大分市内工作的年轻职员”。7月30日的该报报道为《搜查出现困难迹象》，“从搜查一开始，搜查本部就对大分市内的职员A抱有强烈的怀疑”，“尽管其在隔壁房间却主张没听到任何声音，且身上有新的伤痕，众多疑点导致其嫌疑无法洗脱”。
逮捕当天是1982年1月14日，大分合同新闻的早刊刊登了大标题《逮捕“隔壁男子”》，报道称“女子短大生杀人事件　体毛、血型均一致　大分县警做出断定”。当天晚刊也刊登了戴着手铐的舆挂的大照片。此后该报也持续对案件进行了跟踪报道。
尽管在逮捕前媒体予以了隐名处理，但在当地，舆挂的身份其实已经成为众所周知的事实，因此舆挂及其亲属都遭到了媒体报道祸及。根据舆挂声称，报道文字面世后，其母亲都很难去打工或公共浴室洗澡，他被逮捕后，目前也只能去长姐家避风头，之后他的一个姐姐也被迫离婚。由于舆挂这个姓很罕见，所以之后他家也经常接到骚扰电话，导致他们只能改了号码，并不再登记在电话号码簿上。
辩护团对于当时媒体的这种先入为主的报道行为予以了严厉批评，认为缺少对“无罪推定原则”的尊重，也完全没有履行其对于公权力进行纠偏的媒体的使命，反而对于周边居民以及法官产生了不正当的影响。作家小林道雄也指出“将舆挂当做犯人的，除了警察、检察院和一审法院之外，还有媒体。上述四家都没有对舆挂做出道歉。尤其是媒体，应该第一个进行道歉”。

### 当值律师制度的创设
德田律师始终对于一审期间的前半段辩护活动追悔莫及。他对自己当时的辩护做出了深刻反省“如果在逮捕后能立即与舆挂保持紧密的会见和沟通，他绝对不可能作出那样的自白供述”、“由于我受到媒体报道的影响，也没有与舆挂进行充分的交流，所以我们一直认为舆挂确实是到过犯罪现场的。这一点让我痛感逮捕后的辩护活动是何等重要啊！”。
从这一事件中吸取教训的德田律师决心要发起“当值律师制度”，保障刑事案件的被告人在起诉前的获辩护权利，在他的多番努力下，1990年9月14日大分县律师协会建立了日本首个“起诉前辩护人推荐制度”。